# 大橋泰彦
大橋 泰彦（おおはし やすひこ、1956年5月19日 - ）は、日本の劇作家、演出家、劇団離風霊船主宰。
神奈川県横浜市出身。武蔵工業大学中退。1983年武蔵工大と実践女子大学の合同劇団の伊東由美子の誘いで離風霊船を創設、1988年『ゴジラ』で第32回岸田國士戯曲賞を受賞。

## 著書
- 赤い鳥逃げた… 白水社 1989.11
- ゴジラ 白水社 1988.4
- 定本赤い鳥逃げた… モーニングデスク 発売:星雲社 1995.7

| スタブアイコン | サブスタブ | この項目は、まだ閲覧者の調べものの参照としては役立たない、文人（小説家・詩人・歌人・俳人・作詞家・作家・放送作家・随筆家（コラムニスト）・文芸評論家）に関連した書きかけの項目です。この項目を加筆・訂正などしてくださる協力者を求めています（P:文学/PJ:作家）。 |